# Cantone di Balleroy
Il Cantone di Balleroy era una divisione amministrativa dell'arrondissement di Bayeux.
A seguito della riforma approvata con decreto del 17 febbraio 2014, che ha avuto attuazione dopo le elezioni dipartimentali del 2015, è stato soppresso.

## Composizione
Comprendeva i comuni di:
- Balleroy
- La Bazoque
- Bucéels
- Cahagnolles
- Campigny
- Castillon
- Chouain
- Condé-sur-Seulles
- Ellon
- Juaye-Mondaye
- Lingèvres
- Litteau
- Le Molay-Littry
- Montfiquet
- Noron-la-Poterie
- Planquery
- Saint-Martin-de-Blagny
- Saint-Paul-du-Vernay
- Tournières
- Le Tronquay
- Trungy
- Vaubadon